# Leptosynanceia asteroblepa
Leptosynanceia asteroblepa är en fiskart som först beskrevs av Richardson, 1844.  Leptosynanceia asteroblepa ingår i släktet Leptosynanceia och familjen Synanceiidae. Inga underarter finns listade i Catalogue of Life.